# Glyptotendipes flavimanus
Glyptotendipes flavimanus är en tvåvingeart som först beskrevs av Johann Wilhelm Meigen 1830.  Glyptotendipes flavimanus ingår i släktet Glyptotendipes och familjen fjädermyggor. Inga underarter finns listade i Catalogue of Life.